# João Noé Rodrigues
João Noé Rodrigues (ur. 8 marca 1955 w Kapsztadzie) – południowoafrykański duchowny katolicki, biskup Tzaneen od 2010.

## Życiorys

### Prezbiterat
Święcenia kapłańskie przyjął 4 lipca 1982 i został inkardynowany do diecezji Witbank. Po święceniach został rektorem niższego seminarium i kapelanem wojskowym, zaś w latach 1985-1990 odbył w Rzymie studia z teologii duchowości. Po powrocie do kraju został wicerektorem krajowego seminarium, a od 1994 do nominacji biskupiej pracował duszpastersko w Ackerville oraz w parafii katedralnej.

### Episkopat
28 stycznia 2010 papież Benedykt XVI mianował go biskupem diecezji Tzaneen. Sakry biskupiej udzielił mu 18 kwietnia 2010 nuncjusz apostolski w RPA – arcybiskup James Green.